# Josu Urrutikoetxea
José Antonio Urrutikoetxea Bengoetxea (Miravalles, Vizcaya, 24 de diciembre de 1950), también conocido como Josu Ternera, es un terrorista español que perteneció a Euskadi Ta Askatasuna (ETA), y posteriormente fue diputado en el Parlamento Vasco por Euskal Herritarrok entre 1998 y 2005.

## Pertenencia a ETA
Perteneció a ETA-V Asamblea en la que ocupó, hasta su paso a la clandestinidad, el cargo de responsable político en Vizcaya. En mayo de 1971 huye a Francia, momento en que se incorpora al frente militar de la organización terrorista. El 15 de julio de 1972 atraca la fábrica de Orbegozo en Hernani (Guipúzcoa), robando aproximadamente cuatro millones de pesetas de la época. El 28 de julio de 1972 interviene en el atraco a una furgoneta que llevaba divisas para el Banco de Vizcaya en la localidad de Pasajes (Guipúzcoa), apoderándose de más de 12 millones de pesetas. El 6 de diciembre del mismo año participa en el atentado a la Casa Sindical de Hernani. El 21 de enero de 1973 asalta junto a otros miembros de la banda un polvorín de Hernani consiguiendo más de 3.000 kilos de dinamita y diverso material explosivo. Una parte de este sería utilizada en diciembre del mismo año para realizar el atentado contra Luis Carrero Blanco, presidente del Gobierno de Franco. Tras la muerte del que fuera responsable del frente militar Eustakio Mendizabal Benito, Txikia, se hizo cargo de dichas responsabilidades.
En 1980 entra a formar parte de la ejecutiva de la organización terrorista ETA militar. En julio de 1984 se convierte en el número dos de ETA. Destaca durante estos años su oposición a las conversaciones de Argel, entre el gobierno de Felipe González y ETA, que terminarían en fracaso. Tras la muerte de Txomin Iturbe Abasolo se convierte en el número uno de la organización.
En enero de 1989 es detenido en Bayona junto a su mujer (la dirigente de relaciones exteriores de Herri Batasuna Elena Beloki Resa, quien en diciembre de 2007 sería condenada por la Audiencia Nacional a 13 años de prisión por un delito de integración en organización terrorista en calidad de dirigente). Ingresa en la prisión de Fresnes, cerca de París. Posteriormente sería extraditado a España, en donde quedó en libertad al considerarse que había sido juzgado en Francia por pertenencia y financiación de ETA y que los demás delitos de que se le podía acusar habían prescrito.
El 26 de octubre de 1990 fue condenado a diez años de prisión por asociación de malhechores, uso de documentación falsa y tenencia ilícita de armas. La Fiscalía de la Audiencia Nacional solicitó en julio de 1993 doce años de prisión como responsable del aparato internacional de ETA desde 1984 hasta su detención en 1989. Después de su puesta en libertad fue expulsado por las autoridades francesas y entregado a España el 4 de mayo de 1996.
El juez de la Audiencia Nacional Javier Gómez de Liaño decretó su ingreso en prisión y ese mismo mes lo procesó por pertenencia a banda armada y depósito de armas. En junio de 1996 declaró como imputado por el atentado en la plaza de la República Dominicana de Madrid en 1986, en el que fallecieron doce guardias civiles.
Los exmiembros de ETA Juan Manuel Soares Gamboa y José Rego declararon que Josu Urrutikoetxea era uno de los máximos dirigentes de la banda en 1987, por lo que el magistrado Gómez de Liaño reabrió cuatro sumarios en su contra.

## Actividad política
En las elecciones autonómicas del 25 de octubre de 1998 fue elegido diputado del Parlamento Vasco, por la circunscripción electoral de Bizkaia, en las listas de Euskal Herritarrok, ilegalizada en 2004. El 21 de enero de 1999 fue asimismo elegido miembro de la Comisión de Derechos Humanos de dicha cámara en representación de este partido, con los votos de los partidos nacionalistas.

## Huida
Fue citado a declarar en dos ocasiones ante el Tribunal Supremo quien investigaba si dio la orden de cometer el atentado contra la casa cuartel de la Guardia Civil de Zaragoza en 1987, en el que murieron once personas. Huyó de España en noviembre de 2003 al ser imputado por el atentado, permaneciendo en paradero desconocido durante dieciséis años.
Sin embargo en 2006 se reunió, en representación de ETA, con Jesús Eguiguren en la sede del Centro para el Diálogo Humanitario Henri Dunant en Ginebra en el marco del fallido proceso de paz del gobierno español con ETA.
En noviembre de 2008 se difundió que padecía un cáncer terminal de estómago, según fuentes de la lucha antiterrorista española, y que se encontraba en tratamiento desde hacía años. Dichas fuentes consideraron que estaba apartado de la dirección de ETA. Sin embargo, tras el anuncio en octubre de 2011 del cese definitivo de su actividad armada, la policía española le consideró de nuevo al frente de la organización junto con David Pla e Iratxe Sorzabal, con quienes se reunió en Oslo en un nuevo intento de negociación con el gobierno español hasta que fueron expulsados de Noruega en 2013.
En diciembre de 2011 el Departamento de Estado de los Estados Unidos lo incluyó en la lista de terroristas por su rol decisivo en ETA, congelando todos sus bienes y cuentas que pudiera tener en suelo estadounidense.
El 3 de mayo de 2018 fue uno de los encargados en leer el comunicado final de ETA que anunció su disolución.

## Detención
El 16 de mayo de 2019 fue detenido en Sallanches (Francia) en una operación conjunta de la Dirección General de Seguridad Interior francesa y de la Guardia Civil española. El 8 de enero de 2020 las autoridades francesas aceptaron su entrega a España para responder ante la justicia por los atentados perpetrados en 1987 en la casa cuartel de Zaragoza.